# ملیده
ملیده (به لاتین: Melejdy) یک روستا در لهستان است که در گمینا سنپوپول واقع شده‌است.